# Курилівський (заказник)
Курилівський — ботанічний заказник місцевого значення в Черкаському районі Черкаської області.

## Опис
Заказник площею 1,0 га розташовано біля с. Курилівка. Створено з метою охорони місця зростання астрагалу шерстистоквіткового (Astragalus dasyanthus), занесеного до Червоної книги України.
Як об'єкт природно-заповідного фонду створено рішенням Черкаської обласної ради від 08.04.2000 р. № 15-4. Землекористувач або землевласник, у віданні якого перебуває заповідний об'єкт — Бобрицька сільська громада (як правонаступник Курилівської сільської ради).

## Галерея

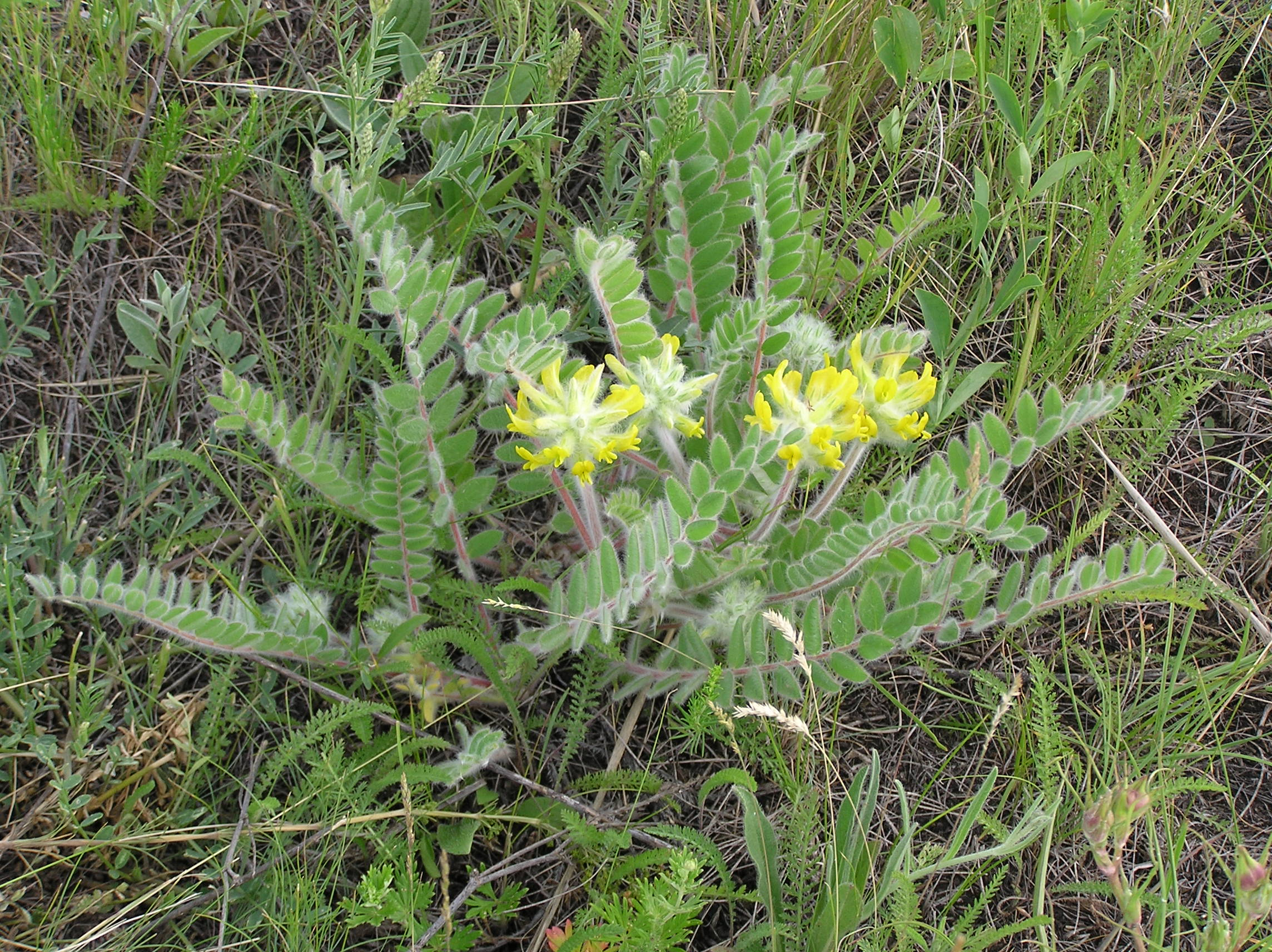
Об'єкт охорони — астрагал шерстистоквітковий